# مهبودی علیا
مهبودی علیا، روستایی از توابع بخش جره و بالاده شهرستان کازرون در استان فارس ایران است.

## جمعیت
این روستا در دهستان فامور قرار دارد و براساس سرشماری مرکز آمار ایران در سال ۱۳۸۵، جمعیت آن ۴۹ نفر (۹خانوار) بوده‌است.
هم اکنون در این روستا 13 خانوار به جمعیت 85 نفر زندگی میکنند